# Gran Premio motociclistico di Gran Bretagna 2012
Il Gran Premio motociclistico di Gran Bretagna 2012 è il sesto Gran Premio della stagione 2012. Le gare si sono disputate il 17 giugno 2012 sul circuito di Silverstone. Nelle tre classi i vincitori sono stati rispettivamente: Jorge Lorenzo in MotoGP, Pol Espargaró in Moto2 e Maverick Viñales in Moto3.

## MotoGP

### Arrivati al traguardo
| Pos. | Nº | Pilota           | Squadra                   | Motocicletta       | Giri | Tempo     | Griglia | Punti |
| ---- | -- | ---------------- | ------------------------- | ------------------ | ---- | --------- | ------- | ----- |
| 1º   | 99 | Jorge Lorenzo    | Yamaha Factory Racing     | Yamaha YZR-M1      | 20   | 41:16.429 | 4       | 25    |
| 2º   | 1  | Casey Stoner     | Repsol Honda              | Honda RC213V       | 20   | +3.313    | 3       | 20    |
| 3º   | 26 | Dani Pedrosa     | Repsol Honda              | Honda RC213V       | 20   | +3.599    | 5       | 16    |
| 4º   | 19 | Álvaro Bautista  | San Carlo Honda Gresini   | Honda RC213V       | 20   | +5.196    | 1       | 13    |
| 5º   | 11 | Ben Spies        | Yamaha Factory Racing     | Yamaha YZR-M1      | 20   | +11.531   | 2       | 11    |
| 6º   | 35 | Cal Crutchlow    | Monster Yamaha Tech 3     | Yamaha YZR-M1      | 20   | +15.112   | 20      | 10    |
| 7º   | 69 | Nicky Hayden     | Ducati Team               | Ducati Desmosedici | 20   | +15.527   | 7       | 9     |
| 8º   | 6  | Stefan Bradl     | LCR Honda                 | Honda RC213V       | 20   | +22.521   | 9       | 8     |
| 9º   | 46 | Valentino Rossi  | Ducati Team               | Ducati Desmosedici | 20   | +36.138   | 10      | 7     |
| 10º  | 8  | Héctor Barberá   | Pramac Racing             | Ducati Desmosedici | 20   | +41.328   | 6       | 6     |
| 11º  | 41 | Aleix Espargaró  | Power Electronics Aspar   | ART                | 20   | +1:03.157 | 11      | 5     |
| 12º  | 14 | Randy de Puniet  | Power Electronics Aspar   | ART                | 20   | +1:03.443 | 12      | 4     |
| 13º  | 51 | Michele Pirro    | San Carlo Honda Gresini   | FTR                | 20   | +1:07.290 | 14      | 3     |
| 14º  | 77 | James Ellison    | Paul Bird Motorsport      | ART                | 20   | +1:14.782 | 17      | 2     |
| 15º  | 68 | Yonny Hernández  | Avintia Blusens           | BQR                | 20   | +1:15.108 | 13      | 1     |
| 16º  | 5  | Colin Edwards    | NGM Mobile Forward Racing | Suter              | 20   | +1:29.899 | 15      |       |
| 17º  | 9  | Danilo Petrucci  | Came IodaRacing Project   | Ioda               | 20   | +1:40.302 | 18      |       |
| 18º  | 22 | Iván Silva       | Avintia Blusens           | BQR                | 20   | +1:52.099 | 19      |       |
| 19º  | 4  | Andrea Dovizioso | Monster Yamaha Tech 3     | Yamaha YZR-M1      | 19   | +1 giro   | 8       |       |

### Ritirato
| Nº | Pilota        | Squadra      | Motocicletta | Giri | Griglia |
| -- | ------------- | ------------ | ------------ | ---- | ------- |
| 54 | Mattia Pasini | Speed Master | ART          | 14   | 16      |

### Non qualificato
| Nº | Pilota        | Squadra               | Motocicletta       |
| -- | ------------- | --------------------- | ------------------ |
| 17 | Karel Abraham | Cardion AB Motoracing | Ducati Desmosedici |

## Moto2
In questo Gran Premio esordisce nel motomondiale con la seconda moto del team JiR il brasiliano Eric Granado, che non aveva potuto partecipare alla parte iniziale della stagione non avendo ancora compiuto 16 anni, età minima per correre in Moto2. L'unica wildcard del Gran Premio è Alessandro Andreozzi su FTR.
Nel Gran Premio di Francia Anthony West era risultato positivo a controlli antidoping, per tale motivo il 31 ottobre 2012 dopo il GP d'Australia è stata presa la decisione di annullare il risultato ottenuto in Francia e di squalificarlo per un mese, cosa che non gli ha permesso di partecipare all'ultima tappa del campionato 2012, a Valencia. In seguito, il 28 novembre 2013, vengono annullati tutti i suoi risultati ottenuti nei 17 mesi successivi al GP di Francia della stagione precedente, fra cui quello di questa gara.

### Arrivati al traguardo
| Pos. | Nº | Pilota               | Squadra                   | Motocicletta       | Giri | Tempo     | Griglia | Punti |
| ---- | -- | -------------------- | ------------------------- | ------------------ | ---- | --------- | ------- | ----- |
| 1º   | 40 | Pol Espargaró        | Pons 40 HP Tuenti         | Kalex              | 18   | 38:29.792 | 1       | 25    |
| 2º   | 45 | Scott Redding        | Marc VDS Racing           | Kalex              | 18   | +1.462    | 3       | 20    |
| 3º   | 93 | Marc Márquez         | Catalunya Caixa Repsol    | Suter MMX          | 18   | +1.521    | 5       | 16    |
| 4º   | 29 | Andrea Iannone       | Speed Master              | Speed Up           | 18   | +2.851    | 2       | 13    |
| 5º   | 3  | Simone Corsi         | Came IodaRacing Project   | FTR                | 18   | +3.803    | 10      | 11    |
| 6º   | 71 | Claudio Corti        | Italtrans Racing          | Kalex              | 18   | +7.109    | 6       | 10    |
| 7º   | 38 | Bradley Smith        | Tech 3 Racing             | Tech 3 Mistral 610 | 18   | +7.627    | 4       | 9     |
| 8º   | 12 | Thomas Lüthi         | Interwetten-Paddock       | Suter MMX          | 18   | +7.669    | 7       | 8     |
| 9º   | 77 | Dominique Aegerter   | Technomag-CIP             | Suter MMX          | 18   | +15.847   | 11      | 7     |
| 10º  | 36 | Mika Kallio          | Marc VDS Racing           | Kalex              | 18   | +20.179   | 18      | 6     |
| 11º  | 15 | Alex De Angelis      | NGM Mobile Forward Racing | Suter MMX          | 18   | +20.450   | 9       | 5     |
| 12º  | 24 | Toni Elías           | Mapfre Aspar              | Suter MMX          | 18   | +23.017   | 22      | 4     |
| 13º  | 80 | Esteve Rabat         | Pons 40 HP Tuenti         | Kalex              | 18   | +23.155   | 20      | 3     |
| 14º  | 4  | Randy Krummenacher   | GP Team Switzerland       | Kalex              | 18   | +23.236   | 12      | 2     |
| 15º  | 14 | Ratthapark Wilairot  | Thai Honda PTT Gresini    | Suter MMX          | 18   | +24.507   | 19      | 1     |
| 16º  | 44 | Roberto Rolfo        | Technomag-CIP             | Suter MMX          | 18   | +26.418   | 13      |       |
| 17º  | 76 | Max Neukirchner      | Kiefer Racing             | Kalex              | 18   | +28.043   | 16      |       |
| 18º  | 63 | Mike Di Meglio       | S/Master Speed Up         | Speed Up           | 18   | +28.365   | 15      |       |
| 19º  | 30 | Takaaki Nakagami     | Italtrans Racing          | Kalex              | 18   | +28.577   | 17      |       |
| 20º  | 18 | Nicolás Terol        | Mapfre Aspar              | Suter MMX          | 18   | +36.100   | 27      |       |
| 21º  | 19 | Xavier Siméon        | Tech 3 Racing             | Tech 3 Mistral 610 | 18   | +39.473   | 24      |       |
| 22º  | 60 | Julián Simón         | Blusens Avintia           | Suter MMX          | 18   | +39.718   | 26      |       |
| 23º  | 88 | Ricard Cardús        | Arguiñano Racing          | AJR                | 18   | +39.995   | 25      |       |
| 24º  | 8  | Gino Rea             | Federal Oil Gresini       | Suter MMX          | 18   | +40.493   | 14      |       |
| 25º  | 72 | Yūki Takahashi       | NGM Mobile Forward Racing | Suter MMX          | 18   | +41.470   | 28      |       |
| 26º  | 47 | Ángel Rodríguez      | Desguaces La Torre SAG    | Bimota HB4         | 18   | +1:02.611 | 23      |       |
| 27º  | 7  | Alexander Lundh      | Cresto Guide MZ Racing    | MZ-RE Honda        | 18   | +1:08.938 | 29      |       |
| 28º  | 10 | Marco Colandrea      | SAG Team                  | FTR                | 18   | +1:34.995 | 31      |       |
| 29º  | 22 | Alessandro Andreozzi | Andreozzi Reparto Corse   | FTR                | 18   | +1:42.775 | 32      |       |
| 30º  | 82 | Elena Rosell         | QMMF Racing               | Moriwaki           | 18   | +1:44.102 | 34      |       |
| 31º  | 57 | Eric Granado         | JIR Moto2                 | Motobi             | 18   | +1:58.051 | 33      |       |

### Ritirati
| Nº | Pilota       | Squadra           | Motocicletta | Giri | Griglia |
| -- | ------------ | ----------------- | ------------ | ---- | ------- |
| 49 | Axel Pons    | Pons 40 HP Tuenti | Kalex        | 7    | 21      |
| 5  | Johann Zarco | JIR Moto2         | Motobi       | 1    | 8       |

### Squalificato
| Nº | Pilota       | Squadra     | Motocicletta | Giri | Tempo     | Griglia |
| -- | ------------ | ----------- | ------------ | ---- | --------- | ------- |
| 95 | Anthony West | QMMF Racing | Moriwaki     | 18   | +1:05.324 | 30      |

## Moto3
In questo Gran Premio corrono due wildcard, vale a dire John McPhee, già presente in Catalogna, e il suo compagno di squadra Fraser Rogers, entrambi su KRP Honda.

### Arrivati al traguardo
| Pos. | Nº | Pilota              | Squadra                     | Motocicletta     | Giri | Tempo     | Griglia | Punti |
| ---- | -- | ------------------- | --------------------------- | ---------------- | ---- | --------- | ------- | ----- |
| 1º   | 25 | Maverick Viñales    | Blusens Avintia             | FTR M3 Honda     | 17   | 38:55.210 | 1       | 25    |
| 2º   | 39 | Luis Salom          | RW Racing GP                | Kalex KTM        | 17   | +0.933    | 6       | 20    |
| 3º   | 11 | Sandro Cortese      | Red Bull KTM Ajo            | KTM RC 250 GP    | 17   | +1.023    | 4       | 16    |
| 4º   | 10 | Alexis Masbou       | Caretta Technology          | Honda NSF250R    | 17   | +8.100    | 3       | 13    |
| 5º   | 7  | Efrén Vázquez       | JHK Laglisse                | FTR M3 Honda     | 17   | +8.414    | 2       | 11    |
| 6º   | 52 | Danny Kent          | Red Bull KTM Ajo            | KTM RC 250 GP    | 17   | +8.637    | 5       | 10    |
| 7º   | 5  | Romano Fenati       | Team Italia FMI             | FTR M3 Honda     | 17   | +8.940    | 9       | 9     |
| 8º   | 61 | Arthur Sissis       | Red Bull KTM Ajo            | KTM RC 250 GP    | 17   | +9.046    | 15      | 8     |
| 9º   | 63 | Zulfahmi Khairuddin | AirAsia-Sic-Ajo             | KTM RC 250 GP    | 17   | +9.208    | 8       | 7     |
| 10º  | 44 | Miguel Oliveira     | Estrella Galicia 0,0        | Suter MMX3 Honda | 17   | +15.613   | 11      | 6     |
| 11º  | 84 | Jakub Kornfeil      | Redox-Ongetta-Centro Seta   | FTR M3 Honda     | 17   | +20.397   | 14      | 5     |
| 12º  | 55 | Héctor Faubel       | Bankia Aspar                | Kalex KTM        | 17   | +20.559   | 23      | 4     |
| 13º  | 27 | Niccolò Antonelli   | San Carlo Gresini           | FTR M3 Honda     | 17   | +21.369   | 13      | 3     |
| 14º  | 31 | Niklas Ajo          | TT Motion Events Racing     | KTM RC 250 GP    | 17   | +27.526   | 18      | 2     |
| 15º  | 23 | Alberto Moncayo     | Bankia Aspar                | Kalex KTM        | 17   | +27.708   | 16      | 1     |
| 16º  | 19 | Alessandro Tonucci  | Team Italia FMI             | FTR M3 Honda     | 17   | +28.032   | 12      |       |
| 17º  | 41 | Brad Binder         | RW Racing GP                | Kalex KTM        | 17   | +35.001   | 26      |       |
| 18º  | 53 | Jasper Iwema        | Moto FGR                    | FGR Honda        | 17   | +55.456   | 22      |       |
| 19º  | 9  | Toni Finsterbusch   | Cresto Guide MZ Racing      | Honda NSF250R    | 17   | +55.559   | 27      |       |
| 20º  | 15 | Simone Grotzkyj     | Ambrogio Next Racing        | Suter MMX3 Honda | 17   | +55.829   | 25      |       |
| 21º  | 89 | Alan Techer         | Technomag-CIP-TSR           | TSR Honda        | 17   | +56.230   | 17      |       |
| 22º  | 21 | Iván Moreno         | Andalucia JHK Laglisse      | FTR M3 Honda     | 17   | +56.385   | 34      |       |
| 23º  | 32 | Isaac Viñales       | Ongetta-Centro Seta         | FTR M3 Honda     | 17   | +1:05.383 | 28      |       |
| 24º  | 51 | Kenta Fujii         | Technomag-CIP-TSR           | TSR Honda        | 17   | +1:11.283 | 30      |       |
| 25º  | 3  | Luigi Morciano      | Ioda Team Italia            | Ioda             | 17   | +1:18.155 | 31      |       |
| 26º  | 77 | Marcel Schrötter    | Mahindra Racing             | Mahindra MGP3O   | 16   | +1 giro   | 35      |       |
| 27º  | 30 | Giulian Pedone      | Ambrogio Next Racing        | Suter MMX3 Honda | 16   | +1 giro   | 32      |       |
| 28º  | 17 | John McPhee         | Racing Steps Foundation KRP | KRP Honda        | 15   | +2 giri   | 29      |       |

### Ritirati
| Nº | Pilota        | Squadra                     | Motocicletta     | Giri | Griglia |
| -- | ------------- | --------------------------- | ---------------- | ---- | ------- |
| 96 | Louis Rossi   | Racing Team Germany         | FTR M3 Honda     | 16   | 7       |
| 79 | Fraser Rogers | Racing Steps Foundation KRP | KRP Honda        | 14   | 33      |
| 99 | Danny Webb    | Mahindra Racing             | Mahindra MGP3O   | 11   | 21      |
| 26 | Adrián Martín | JHK Laglisse                | FTR M3 Honda     | 8    | 20      |
| 94 | Jonas Folger  | IodaRacing Project          | Ioda             | 4    | 19      |
| 42 | Álex Rins     | Estrella Galicia 0,0        | Suter MMX3 Honda | 1    | 10      |
| 8  | Jack Miller   | Caretta Technology          | Honda NSF250R    | 0    | 24      |